# Japanisch-Koreanischer Freundschaftsvertrag
| Japanisch-Koreanischer Freundschaftsvertrag | Japanisch-Koreanischer Freundschaftsvertrag  |
| ------------------------------------------- | -------------------------------------------- |
|                                             |                                              |
| Japanischer Name                            |                                              |
| Kanji                                       | 日朝修好条規                                 |
| Rōmaji nach Hepburn                         | Nitchō Shūkō Jōki                            |
| Übersetzung                                 | Japanisch-Koreanisches Freundschaftsabkommen |
| Koreanischer Name                           |                                              |
| Hangeul                                     | 조일수호조약                                 |
| Hanja                                       | 朝日修好條約                                 |
| Revidierte Romanisierung                    | Joil Suho Joyak                              |
| McCune-Reischauer                           | Choil Suho Choyak                            |
| Übersetzung                                 | Koreanisch-Japanischer Freundschaftsvertrag  |

Der Japanisch-Koreanische Freundschaftsvertrag war ein Ungleicher Vertrag, der zwischen dem Japanischen Kaiserreich und dem Korea der Joseon-Dynastie am 26. Februar 1876 unterzeichnet wurde. Das Abkommen, dem der Ganghwa-Zwischenfall vorausgegangen war und der sich an dem Modell der Ungleichen Verträge Japans mit den USA von 1853 orientierte, erkannte die Unabhängigkeit Koreas an und garantierte Japan das Recht der Extraterritorialität für seine Bürger und die Öffnung von drei Vertragshäfen in Korea.

## Geschichte
Korea blickte auf eine jahrhundertelange Existenz als formal souveräner aber eng an China gebundener, dem Kaiserreich tributpflichtiger Staat zurück. Das Verhältnis zu Japan war durch einen 1609 geschlossenen Handelsvertrag geregelt, der Japan bei Busan eine begrenzte Basis für Handelsgeschäfte erlaubte. Die japanische Regierung beschloss eine Öffnung des koreanischen Marktes zu erwirken und provozierte durch Grenzüberschreitung eines Bootes bei der Gangwah-Insel einen militärischen Zwischenfall mit Korea. Nach Beratschlagung mit Gesandten der Qing-Dynastie entschloss sich König Gojong keinen Krieg mit Japan zu riskieren, da er sein Land als militärisch unterlegen erachtete.
Der Vertrag wurde am 22. Februar 1876 unterzeichnet. Zusatzverhandlungen zu Fragen des Handels erfolgten ein halbes Jahr später. Die Öffnung des Landes für japanische Händler und die Freigabe von drei Vertragshäfen führten zu einer Überschwemmung des Marktes mit japanischen Gütern. Ebenso stiegen die Reispreise spürbar durch Importe nach Japan. Der Wortlaut des Vertrages stellte die Souveränität Koreas unabhängig von China heraus und stellte eine Absage Japans an das bisherige konfuzianistische Staatensystem dar. Der Kaiserhof in China sah sich aufgrund des anhaltenden Druckes der Westmächte und internen Rebellions- und Sezessionsbestrebungen nicht in der Lage in den Konflikt einzugreifen und erlebte infolgedessen einen außenpolitischen Prestigeverlust. Der Hafen Busan wurde im Jahr des Vertragsschlusses geöffnet, Chemulpo 1881 und Wŏnsan 1880.
Der Vertrag steht in dem größeren Kontext der Bemühungen der Meiji-Regierung, Japan in das von den westlichen Nationen geschaffene internationale Beziehungsgeflecht einzubeziehen, um das Ziel der Revision der Ungleichen Verträge zu erreichen.

## Namen des Vertrags
Der Japanisch-Koreanische Freundschaftsvertrag ist auch unter anderen Namen bekannt. Er wird auch Vertrag von Ganghwado (jap. 江華条約, Kōka Jōyaku; kor. 강화도조약, Ganghwado Joyak) genannt. Der Name bezeichnet die Insel Ganghwado, auf der der Vertrag unterzeichnet wurde.
Er ist aber auch im Japanischen als „Heishi-Freundschaftsvertrag“ (丙子修交条約, Heishi Shūkō Jōyaku) bzw. im Koreanischen als „Byeongja-Freundschaftsvertrag“ (병자수호조약, 丙子修好條約, Byeongja Suho Joyak) bekannt. Die Bezeichnung „Heishi“ bzw. „Byeongja“ (jap. 丙子; kor. 병자) haben ihre Namen aus dem Chinesischen Kalender, in dem jeder seiner 60 Zyklen einen eigenen Namen trägt. Der Name entspricht dem 13. Jahr des 60-Jahre-Zyklus dieses Kalenders, in welchem der Vertrag unterzeichnet wurde.
Des Weiteren existiert in Südkorea die Schreibung 한일수호조약 bzw. 韓日修好條約, welche übersetzt ebenfalls „Koreanisch-Japanischer Freundschaftsvertrag“ heißt.